# SS-GB (Fernsehserie)
SS-GB ist eine Miniserie nach dem gleichnamigen Roman von Len Deighton, erstausgestrahlt ab dem 19. Februar 2017 auf BBC One in fünf einstündigen Folgen. Für die internationale Auswertung erfolgte ein Umschnitt zu sechs Folgen à 50 Minuten. Die deutsche Fassung erstellte die Kölner Splendid Synchron mit Dialogbuch und -regie von Ilya Welter für eine Ausstrahlung auf RTL Crime ab dem 14. November 2017. Diese Fassung wurde zuvor bei der Eröffnung des Seriencamp-Festivals am 26. Oktober 2017 gezeigt. Eine deutsche Heimkino-Veröffentlichung folgte am 20. Dezember 2017. Ab dem 15. Dezember 2018 hatte SS-GB Free-TV-Premiere im rbb als zweiteilige Eventprogrammierung.

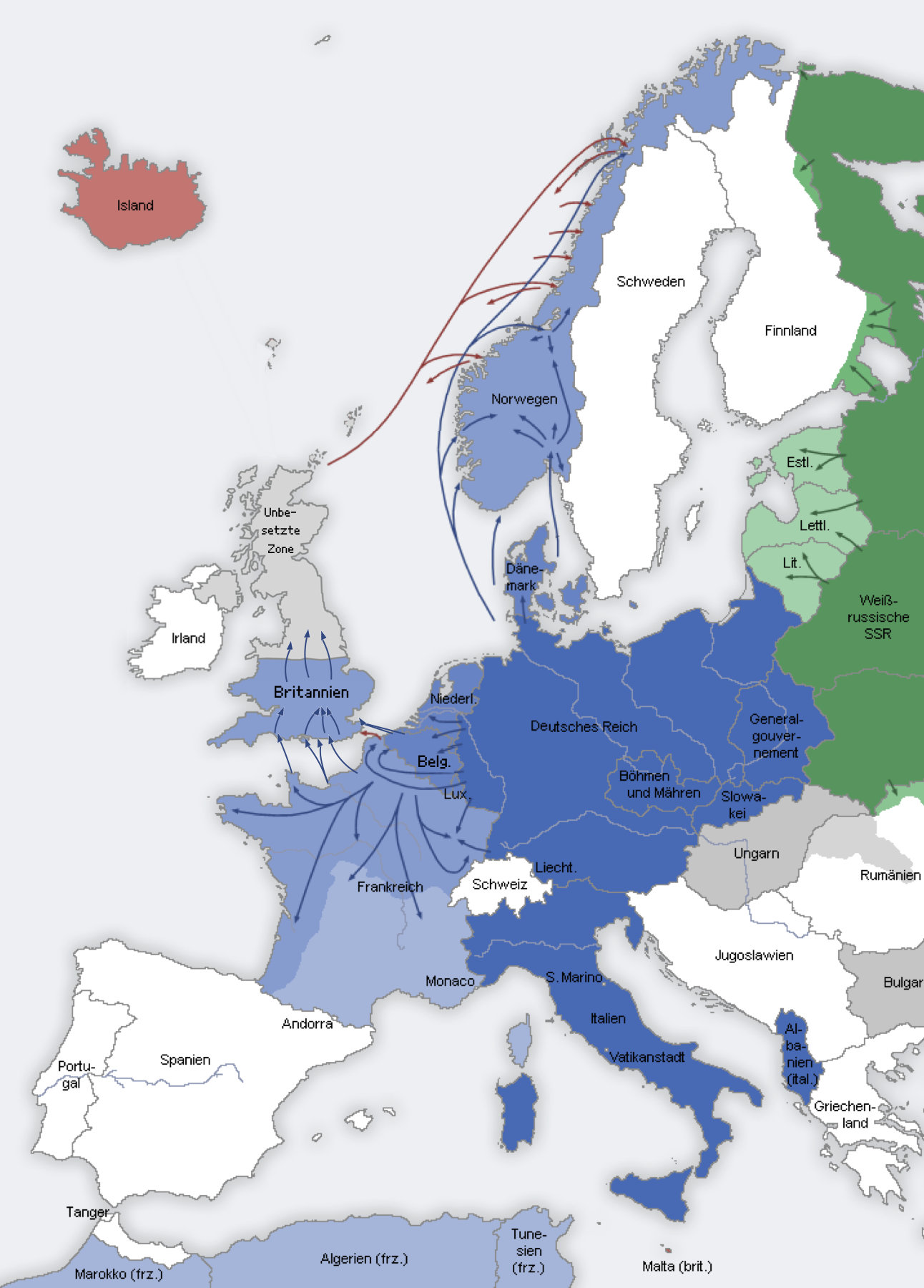
Gebietskarte Europas im Szenario der Serie. Der Einfluss der Nazis erstreckt sich über halb Großbritannien.

Die Serie spielt in einem alternativen Universum, in dem das Dritte Reich die Luftschlacht um England gewonnen und die Operation Seelöwe erfolgreich durchgeführt hat. Der Süden Englands inklusive London ist von den Deutschen besetzt. Winston Churchill wurde hingerichtet, König Georg VI. ist im Tower of London eingesperrt, allerdings konnten seine Frau Königin Elizabeth und die beiden Prinzessinnen Elisabeth und Margaret nach Neuseeland fliehen. Eine Exilregierung unter Leitung von Vice-Admiral Sir Edward Michael Conolly ist von den USA nicht anerkannt.
In diesem Szenario ist Douglas Archer, Superintendent bei Scotland Yard, hin- und hergerissen zwischen der Kollaboration mit den Besatzern, um weiterhin effektiv Verbrechen bekämpfen zu können, und dem Drang, sich dem Widerstand anzuschließen.